# کایلی کرونک
کایلی کرونک (انگلیسی: Kylie Cronk؛ زادهٔ ۲۷ مارس ۱۹۸۴) بازیکن سافت‌بال اهل استرالیا است.